# 国务院接待安置印支难民领导小组
国务院接待安置印支难民领导小组，是1979年设立、1988年撤销撤销的国务院议事协调机构，负责领导接待安置在华印支难民工作。
下设国务院接待安置印支难民领导小组办公室，简称“国务院安难办”，由民政部实施具体工作。

## 沿革
1978年5月8日，国务院根据中央指示召开接待安置被越南驱逐回国难侨工作会议，由国务院副总理纪登奎、国务院侨办主任廖承志、外交部副部长韩念龙牵头。决定在广东、广西、云南、福建四省区设立接待安置归国华侨委员会或领导小组。
1979年6月16日，中国外交部发言人发表声明，呼吁国际社会坚决制止越南驱逐难民。1979年7月20日召开印支难民问题日内瓦国际会议，中国代表章文晋称已经收容25万印支难民，并承诺从东南亚和香港接收自愿来华的1万印支难民。1979年8月1日至8月4日，国务院副总理李先念、陈慕华主持召开了接待安置印支难民工作会议。1979年8月4日，国务院决定成立“国务院接待安置印支难民领导小组”，民政部部长程子华任组长，副组长有国务院侨办副主任林修德、农垦部副部长张修竹、外交部部长助理张灿明、中国红十字会副会长杨纯。领导小组办公室设在民政部。在有接待安置任务的广东、广西、云南、福建、江西六省区设立接待安置印支难民领导小组。
1988年11月7日，《国务院办公厅关于国务院已撤三十八个非常设机构的通知》（国办函〔1988〕81号）发出，内称“根据国务院机构改革方案，国务院已经撤销了科技领导小组等三十八个国务院非常设机构，并已发过文（国办通〔1988〕53号）”，其中包括国务院接待安置印支难民领导小组。但国务院接待安置印支难民领导小组办公室保留至今，仍由民政部运作。
1979年6月，中华人民共和国恢复了在联合国难民署执委会的活动，每年派团出席执委会届会，并派部长级代表团多次出席有关难民问题的国际会议。自1978年以来，中国政府先后接收28.3万印支难民。1979年11月，中国和联合国难民署签订该署援助在华印支难民的项目协议。联合国难民署也自1979年下半年起向在华印支难民提供援助，并自1979年10月起在华设立任务代表处。1980年2月，联合国难民署任务代表处在北京正式成立，职责限于协助中国政府执行联合国难民署的无偿援助项目，帮助有条件的难民到第三国安置等。1995年12月1日任务代表处升格为代表处。1997年该代表处升格为地区代表处， 负责中国大陆、香港特别行政区、澳门特别行政区、蒙古国、朝鲜民主主义人民共和国的难民事务。
1982年9月，中华人民共和国加入《1951年难民地位公约》和《1967年难民地位议定书》。1994年以前，中国政府从联合国难民署争取到共9000万美元无偿援助，在民政部指导下，在六省（自治区）接待安置印支难民办公室的努力及当地政府支持下，共执行约600个项目。从1994年开始，无偿援助改为项目贷款形式的“周转金计划”。1994年至2007年，在华印支难民周转金计划的资金所有权和管理权归联合国难民署，周转金项目的最终审批权由联合国难民署驻华代表处执行。2008年，民政部与联合国难民署代表签署协议，联合国难民署将总额5300多万的在华印支难民周转金资金所有权和管理权正式移交中国政府，由民政部执行。2008年7月，国务院接待安置印支难民领导小组办公室制定并下发《在华印支难民周转金项目管理办法》。
截至2005年底，居留在中国的印支难民及其子女数量已达29.5万人，其中绝大多数是越南籍难民，占99%，且多为华裔越南人或者越南籍华人，少数是越南人、老挝人、柬埔寨人，分布在中国南方六省（自治区）。截至2005年底，广西112268人、广东83538人、云南38009人、福建27409人、海南31475人、江西1715人。六省（自治区）在省、市两级设有“接待安置印支难民办公室”，如海南省接待安置印支难民办公室、钦州市接待安置印支难民办公室。华侨农场按照属地原则管理。
2013年7月1日起施行的《中华人民共和国出境入境管理法》第46条进一步完善了难民和申请难民地位的外国人在中国境内停留居留的规定。在华印支难民开始按照永久性安置转变。

## 历年工作会议
国务院接待安置印支难民领导小组办公室（原简称国务院难民办，现简称国务院安难办）每年召开年度工作会议，历年部分工作会议如下：
- 2003年在华印支难民工作会议：2003年8月9日至12日在云南省昆明市召开，国务院难民办主任靳尔刚、联合国难民署总部官员和联合国难民署驻华代表麦希伟、云南、广东、广西、海南、福建、江西等6省（区）难民办负责人和项目主管人员参加，外交部、国务院侨办应邀派官员出席[10][11]。
- 2004年在华印支难民工作会议：2004年1月11日在海南省海口市召开，民政部副部長李立國、國務院難民辦及外交部、公安部、國務院僑辦有關負責人和雲南、廣東、廣西、海南、福建、江西等六省（區）難民辦負責人出席，李立國讲话[12]。
- 2005年在华印支难民工作会议：2005年11月28日至29日在北京召开，會議由國務院難民辦副主任康鵬主持。應邀參加的有外交部、公安部、各有關省（區）難民辦負責人，康鵬讲话，会议研討了週轉金項目移交中國政府後的管理機制、週轉金的合理使用、實施週轉金項目中的困難及解決方法、爭取難民培訓經費的途徑及難民培訓經費的合理使用、啟動印支難民就地融合工作的現實性和可行性及問題[13]。
- 2009年度在华印支难民工作计划通报会：2009年3月3日在北京召开，国务院安难办负责人及广东、广西、云南、海南、福建、江西等七省（区）接待安置印支难民办公室负责人参加，国务院安难办副主任柴梅主持会议，主任康鹏出席并讲话[14]。
- 2010在华印支难民周转金项目现场会：2010年11月在广东省汕头市召开，国务院安难办主任康鹏、副主任柴梅出席，广东、广西、福建、云南、海南、江西等六省（区）侨办（民政厅）分管领导、六省区安难办负责人及部分农林场负责人参会[15]。
- 2011年度在华印支难民工作会议：2011年4月在云南省腾冲县召开，国务院安难办负责人及广西、广东、福建、云南、海南、江西等六省（区）代表40余人参加，国务院接待安置印支难民办公室主任康鹏、广西壮族自治区接待安置印支难民办公室主任陈宁出席并讲话，会议对周转金项目账务进行专题培训，并专题讨论了开展印支难民档案资料的收集、整理工作[16]。
- 2012年度在华印支难民工作会议：2012年3月28日至30日在江西省景德镇市召开，广东、广西、云南、福建、海南等省区安难办及有关部门负责人出席，民政部国际合作司副司长伊佩庄主持会议，国务院安难办主任、民政部国际合作司司长康鹏讲话[17]。
- 2013年度在华印支难民工作会议：2013年3月13日在海南省海口市召开，国务院安难办主要负责人及其成员、六省（区）安难办分管领导，安难办主要负责人及相关人员共40多人参加，会议由国务院安难办副主任柴梅主持。国务院安难办主任康鹏讲话，会议研讨了在华印支难民永久安置可能产生的问题及预案，交流了在华印支难民文件资料选编工作[18][19]。
- 2014年度在华印支难民工作会议：2014年3月20日在广西崇左市召开，国务院安难办负责人及广东、福建、云南、海南、江西、广西等6省（区）安难办领导、相关负责人等50余人参加，国务院接待安置印支难民办公室主任康鹏从周转金项目、职业技能培训、文件资料收集整理、在华印支难民永久性安置等方面总结了2013年在华印支难民工作，会后与会人员赴宁明华侨农场参观了场史陈列馆[6][20]。
- 2015年度在华印支难民工作会议：2015年4月2日在云南省勐腊县召开，国务院安难办负责人及广西、广东、福建、云南、海南、江西等六省（区）安难办负责人和部分市县侨办、农林场负责人参加，国务院安难办主任康鹏讲话[21]。
- 2016年度在华印支难民工作会议：2016年4月在江西省南昌市召开，广西、广东、福建、云南、海南、江西等六省（区）安难办分管领导、主要负责人和部分农场代表参加，国务院安难办主任康鹏讲话[22]。
- 2017年度在华印支难民工作会议：2017年4月20日在北京召开，国务院安难办领导和广东、广西、福建、云南、海南、江西等6省（区）分管安难办领导、相关负责人，部分华侨农场代表等40多人参加，国务院安难办主任康鹏讲话，要求各安置省（区）安难办认真做好联合国难民署无偿援助项目资产的处置等工作[23]。

## 人员
1979年成立时的主要领导人员包括：
组长
- 程子华（民政部部长）

副组长
- 林修德（国务院侨办副主任）
- 张修竹（农垦部副部长）
- 张灿明（外交部部长助理）
- 杨纯（中国红十字会副会长）

## 办事机构
国务院接待安置印支难民领导小组的办事机构是国务院接待安置印支难民领导小组办公室（简称“国务院安难办”或“国安办”），设在民政部，负责在华印支难民工作。历任主任、副主任是：
| 主任 …… - 靳尔刚（2001年－2006年，民政部外事司司长） - 康鹏（2006年－，民政部外事司司长、民政部国际合作司司长） | 副主任 …… - 康鹏（？－2006年，民政部外事司副司长） - 柴梅（？－，民政部外事司副司长、民政部国际合作司副司长） |